# 小田急バス若林営業所

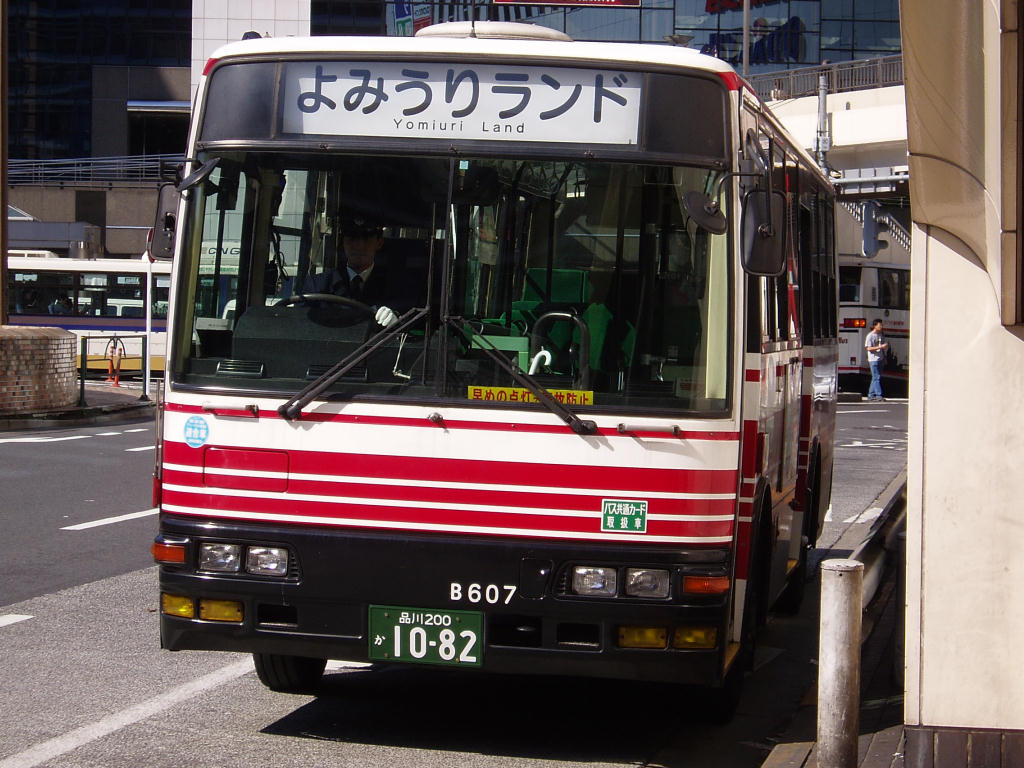
若林営業所に在籍していた路線車
96-B607号車（除籍済）
三菱ふそう・エアロミディMK
新宿駅西口 - よみうりランド線

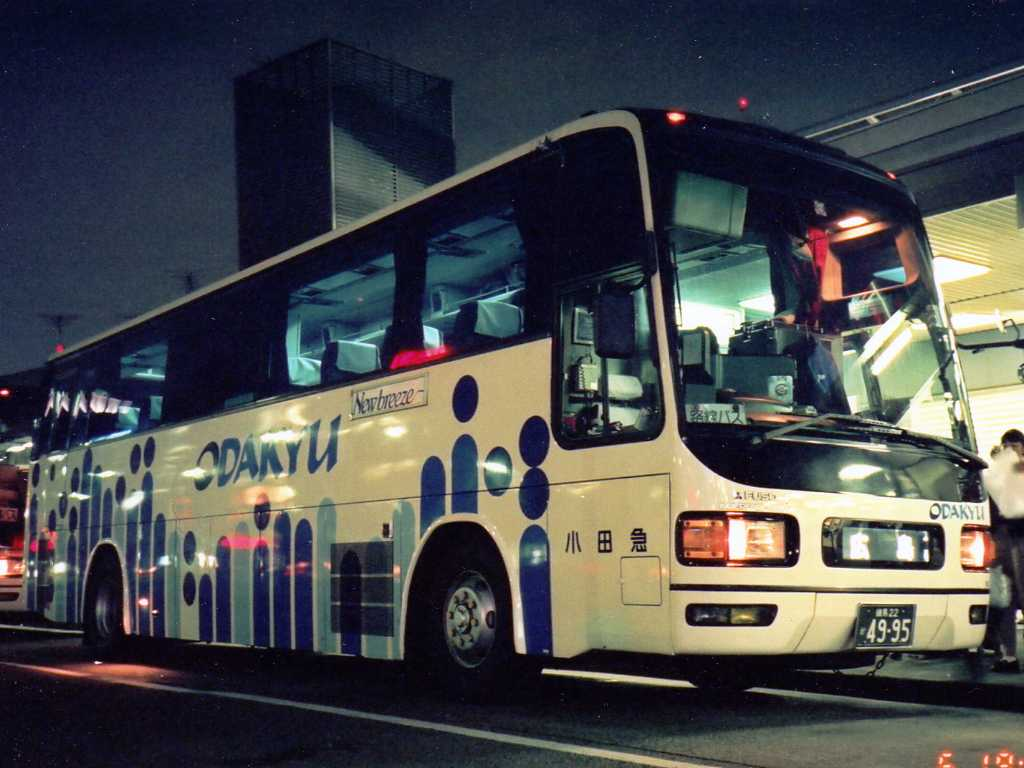
若林営業所に在籍していた高速車
三菱ふそう・エアロクィーンM
夜行高速バス「ニューブリーズ号」専用車

小田急バス若林営業所（おだきゅうばすわかばやしえいぎょうしょ）は、東京都世田谷区若林に所在する小田急バスの営業所。淡島通りと環七通りが交差する「若林陸橋」の東側に位置し、車庫は陸橋の東西に分かれて設置されている。営業所の略号は「B」。
営業所に面している淡島通りの少し先(渋谷方面）に東急バス淡島営業所が管理する「若林折返所」がある。小田急バスの最寄りバス停留所は「若林営業所」だが、わずかな出入庫便が発着するのみで、実質的な最寄りは淡島通り沿いにある東急バスの「若林」停留所(「渋52」が一日1往復のみ停車)である。

## 概要
1950年（昭和25年）11月11日、吉祥寺営業所に続く小田急バス2番目の営業所として開設された。小田急バスでは唯一となる東京都区内の営業所である（他は東京多摩地域および神奈川県）。世田谷地区の一般路線バスを所管し、一般路線の運行エリアは世田谷区を中心に渋谷区（ターミナルは渋谷駅）へ及ぶ。
営業所設立時の所在地は、現在の東京都世田谷区若林二丁目37番3号（当時は住居表示未実施で住所表記が異なる）であったが、小田急シティバス設立後に新社屋が完成したことに伴い、2018年6月11日より80m東側の若林二丁目39番4号へ移転した。
2000年（平成12年）に小田急バスの完全子会社として小田急シティバスが設立されてからは、敷地内に小田急シティバス本社・世田谷営業所を併設していた。小田急バス本体が運行していた夜行高速バス全路線を小田急シティバスへ移管し、また管内の一般路線も小田急シティバスへ順次委託したことで、2002年までに全路線が小田急シティバスによる運行となった。
2022年（令和4年）1月1日付で小田急シティバスが小田急箱根高速バスに吸収合併され、小田急ハイウェイバスが発足してからは、敷地内に小田急ハイウェイバス本社・世田谷営業所が置かれ、引き続き全路線を小田急ハイウェイバスへ委託する。

## 沿革
- 1950年（昭和25年）11月11日 - 現在の東京都世田谷区若林二丁目37番3号に、小田急バス若林営業所が開設される（当時は住居表示実施前で住所表記が異なる）。
- 1988年（昭和63年）2月17日 - 夜行高速バス「フローラ号」を運行開始、夜行高速バスへ参入。当時はノクターン号に次いで日本で2番目に長距離を走る夜行高速バスであった[6]。
- 1989年（平成元年）
  - 3月17日 - 夜行高速バス「ニューブリーズ号」を運行開始[7]。
  - 4月20日 - 夜行高速バス「エトワールセト号」を運行開始[8]。
  - 9月9日 - 夜行高速バス「パピヨン号」を運行開始[9]。当初は昼行1便・夜行1便の2往復であった[9]。
- 1990年（平成2年）
  - 3月22日 - 夜行高速バス「ルミナス号」を運行開始[10]。
- 1991年（平成3年）5月1日 - 夜行高速バス「ブルーメッツ号」を運行開始。当初は吉祥寺営業所まで運行されていた。
- 2000年（平成12年）
  - 2月1日 - 小田急シティバス株式会社が設立される[10][11]。
  - 8月1日 - 夜行高速バス路線「ルミナス号」[10]、「ブルーメッツ号」[10]を、小田急シティバスへ移管し、小田急シティバスが高速バスの運行業務を開始[10][11]。これに伴い、ブルーメッツ号の吉祥寺乗り入れを廃止。
- 2001年（平成13年）
  - 1月16日 - 小田急バスより若林営業所管内の一般路線バスの管理受託を開始。
- 2002年（平成14年）- 夜行高速バス全路線が小田急シティバスによる運行となる[12][13]。

以降の歴史については、小田急シティバス#沿革、小田急ハイウェイバス#沿革を参照のこと。

## 現行路線
小田急バス若林営業所が所管するすべての一般路線を、小田急ハイウェイバス（世田谷営業所）へ委託している。

## 移管路線

### 高速バス
小田急バスが運行していた高速バスは、すべて旧・小田急シティバスへ移管された。小田急ハイウェイバスの発足後は小田急ハイウェイバス（世田谷営業所）が運行を引き継いでいる。
小田急バス若林営業所が担当して運行開始された高速バス路線は以下のとおり。
- 秋田線「フローラ号」
- 岐阜線「パピヨン号」
- 津山・岡山・倉敷線「ルミナス号・マスカット号
- 福山・尾道・三原線「エトワールセト号」
- 西条・広島線「ニューブリーズ号」
- 高知線「ブルーメッツ号」

旧・小田急シティバスが運行していた東京湾アクアライン経由の千葉県方面への昼行路線と、季節運行路線「しまんとエクスプレス」は、旧・小田急シティバスの設立後に運行開始されたものである。

## 廃止路線
小田急シティバスの設立以前に廃止された路線。
- 宿51：若林営業所前 → 宮前橋 → 笹塚二丁目 → 笹塚 → 幡ヶ谷 → 初台 → 新宿車庫前 → 角筈二丁目 → 新宿駅西口

宿50系統として、新宿駅西口～よみうりランドの間を担当していて、一旦休止とされたときまでは、新宿駅西口～若林営業所前間の出入庫の便も宿51系統として営業運行されていた。京王バスの宿51系統、新宿駅西口～渋谷駅と同じであったため、宿50-1と訂正されるが、休止されて運休が続いていたあとに、吉祥寺営業所の担当で復活されたため、この復活時には新宿駅西口～若林営業所前間は営業復活されなかった。その後かつて担当していた若林営業所（ただし小田急ハイウェイバスへ委託）の担当に復した。移管当初は新宿駅西口～若林営業所間は回送され、のちのダイヤ改正で新宿駅西口～若林営業所前間も復活したが、入庫便のみの復活であり、事実上出庫便は回送されるため、廃止の状態となった。

## 車両

### 路線車
路線車は、他の営業所と同様に日産ディーゼルを除く国内3メーカーの車両が配置され、若林営業所には世田谷区内の狭隘な路線環境から中型車と小型車のみ在籍する。主力は中型車のいすゞ・エルガミオである。日野自動車製の車両は小型車のみで、コミュニティ路線などで使用する日野・ポンチョ（2ドアロングボディ）が在籍する。小田急バス全体で、日野自動車製の路線車は小型車またはハイブリッドバスのみの導入となっている。
かつては三菱ふそう製の中小型車が在籍し、中型車はエアロミディMK、小型車はエアロミディMEが配置されていたが、経年代替や他営業所への転属などにより配置がなくなっている。
小田急シティバス設立以前の小田急バス若林営業所の一般路線車は、大型車は三菱ふそう・エアロスターを中心に、中型車はいすゞ・ジャーニーK（富士重工製車体架装車、純正車体架装車）が配置されていた。1999年にいすゞ自動車製中型車がエルガミオへモデルチェンジすると、同年から翌2000年にかけて若林営業所へ集中配置された（KK-LR233J、B301号車～B310号車）。2000年以降はエルガミオは他の営業所（吉祥寺・狛江）でも導入開始された。

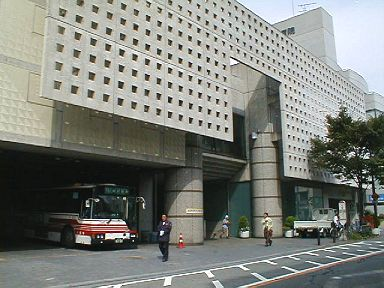
若林営業所の大型路線車 三菱ふそう・エアロスターM 北沢タウンホールのバス発着所にて
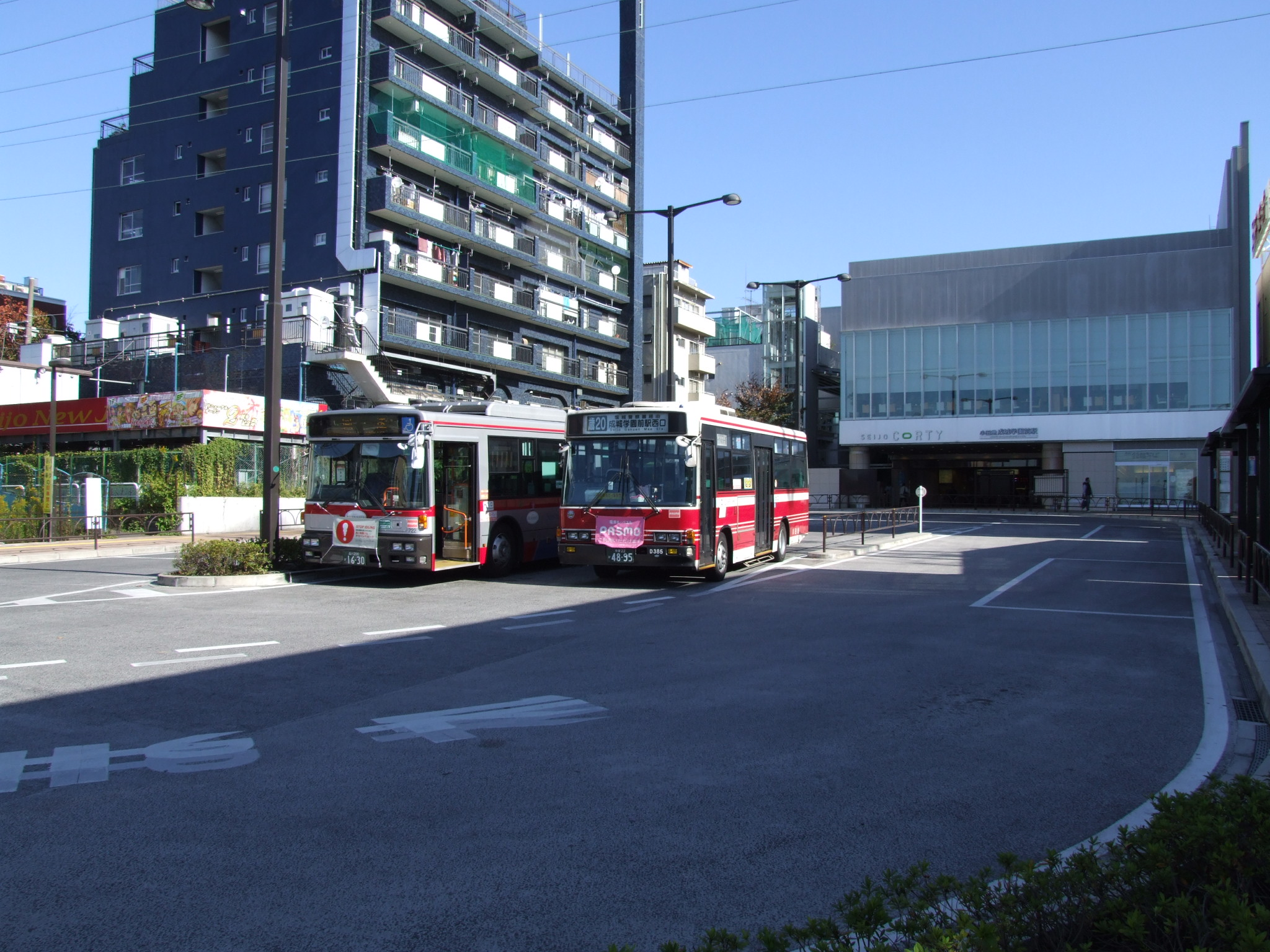
若林営業所の中型路線車 いすゞ・ジャーニーK 成城学園前駅西口バスロータリーにて（隣は東急バスの車両）

### 高速車
高速車は、三菱ふそう製車両で統一してきた。若林営業所に所属していた高速車のうち年式の新しいものは、小田急シティバスへの高速路線移管に伴い同社へ移籍している（ただし所属が変更されたのみで車庫の所在地は変わらない）。小田急シティバス設立後の2013年には日野・セレガ（2代目）が導入されている。
秋田中央交通との共同運行で「フローラ号」を運行開始して夜行高速バスへ参入した際に、専用カラーとして東北地方の伝統工芸品「こけし」を図案化したカラーリングを採用した。この塗色は「こけしカラー」と呼ばれ、両者の高速バスの他路線でも使用されるようになった。この「こけしカラー」は夜行高速バス専用色として、小田急シティバスと小田急ハイウェイバスの車両にも引き継がれている。

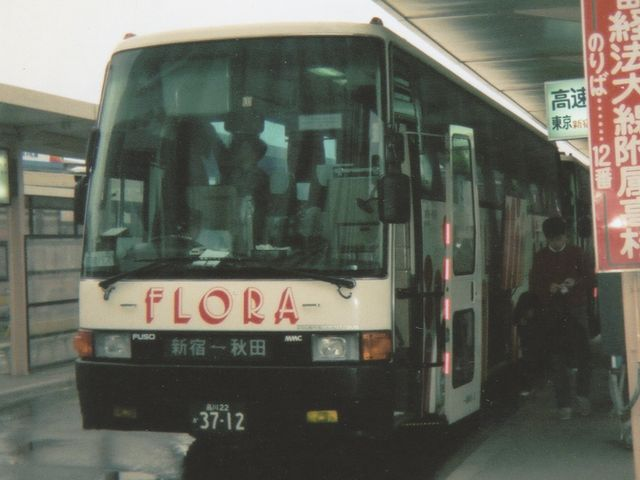
三菱ふそう・スーパーエアロII 夜行高速バス「フローラ号」専用車
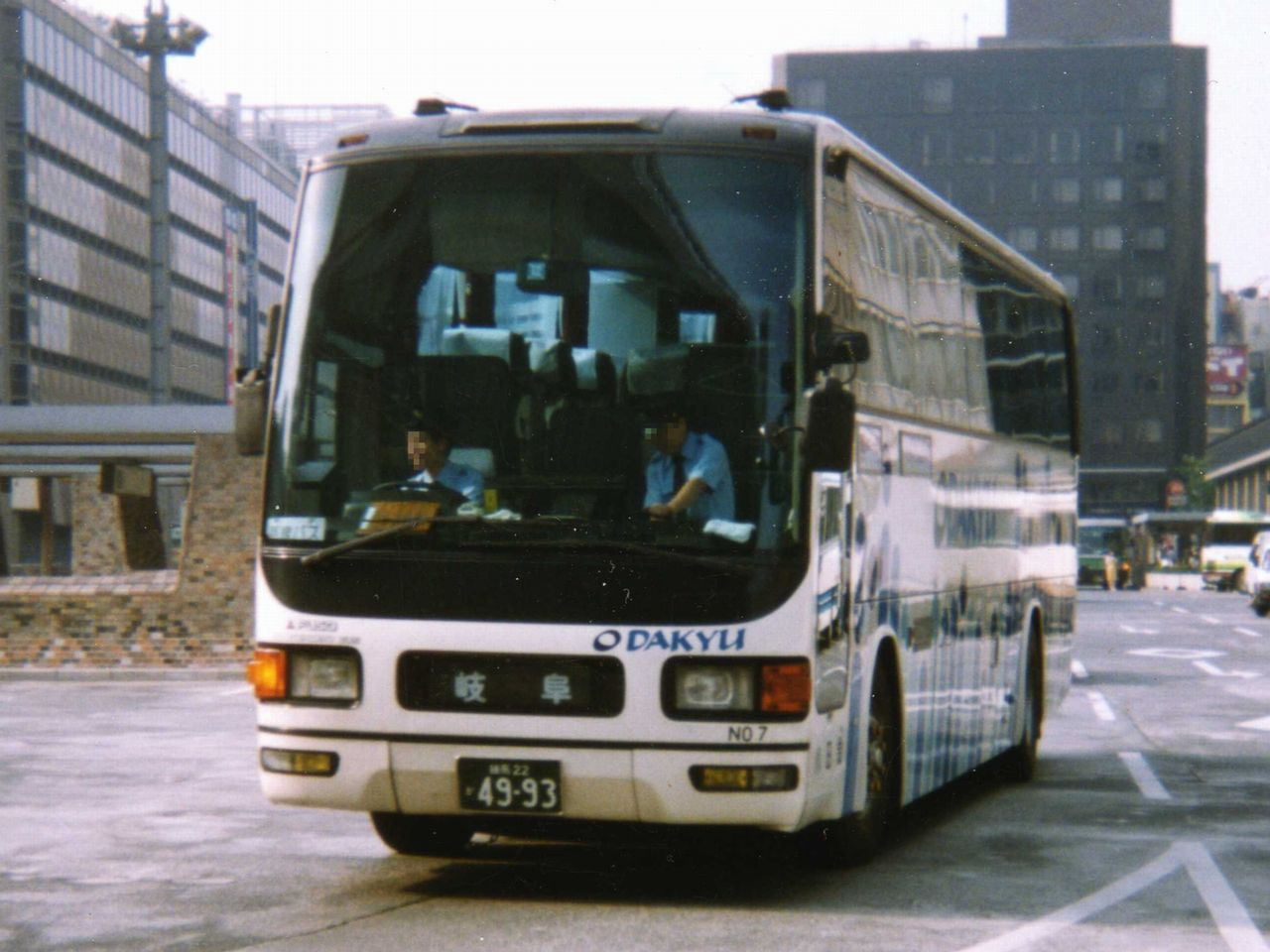
三菱ふそう・エアロクィーンM 夜行高速バス「パピヨン号」
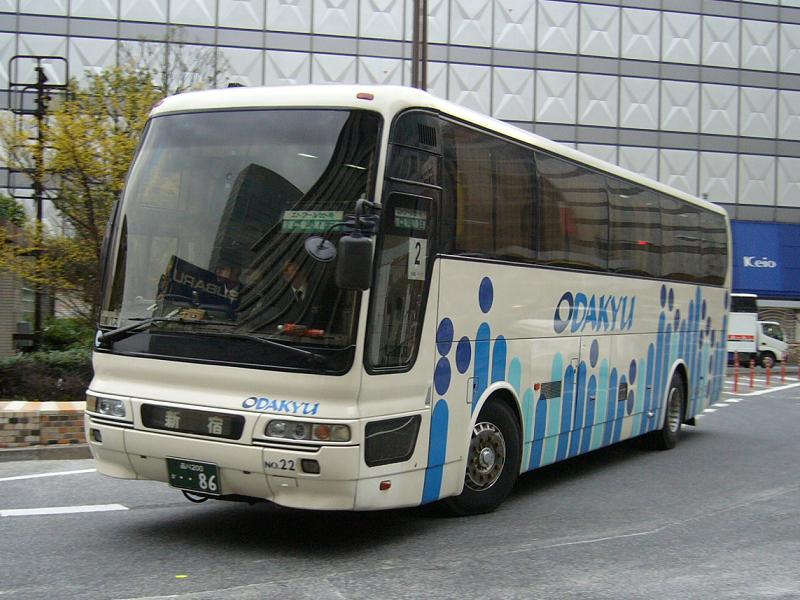
三菱ふそう・エアロクィーン 22号車（1997年式[2]） 夜行高速バス「エトワールセト号」 小田急シティバスへ移籍
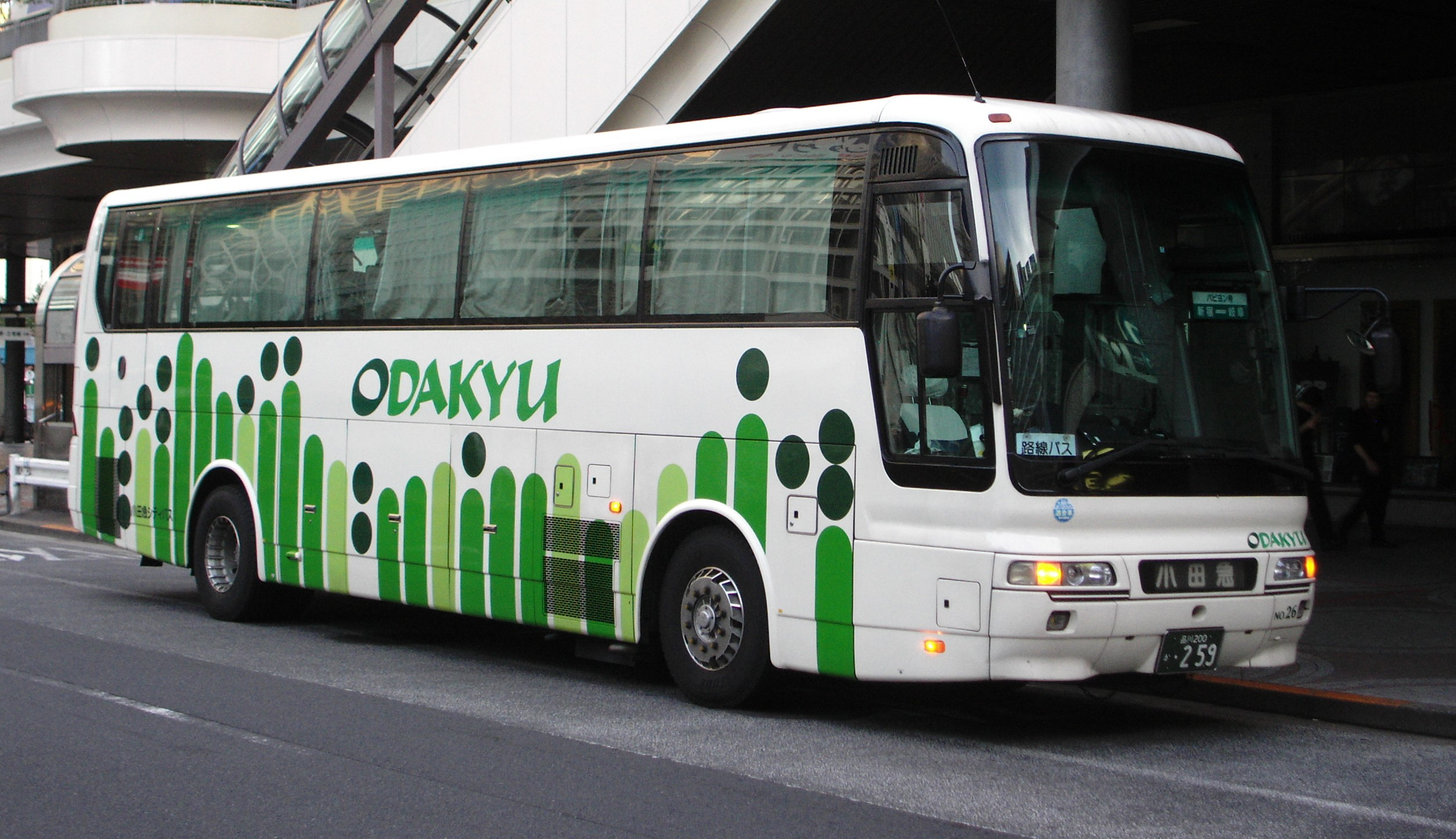
三菱ふそう・エアロクィーン 26号車（2000年式[12]） 夜行高速バス「パピヨン号」 小田急シティバスへ移籍